# Ленчиця (Західнопоморське воєводство)
Ленчиця (пол. Łęczyca) — село в Польщі, у гміні Стара Домброва Старгардського повіту Західнопоморського воєводства.
Населення — 334 особи (2011).
У 1975-1998 роках село належало до Щецинського воєводства.

## Демографія
Демографічна структура станом на 31 березня 2011 року:
|          | Загалом | Допрацездатний вік | Працездатний вік | Постпрацездатний вік |
| -------- | ------- | ------------------ | ---------------- | -------------------- |
| Чоловіки | 179     | 32                 | 131              | 16                   |
| Жінки    | 155     | 31                 | 91               | 33                   |
| Разом    | 334     | 63                 | 222              | 49                   |